# Emil Alengård
Emil Alengård (* 19. November 1987 in Linköping, Schweden) ist ein schwedisch-isländischer Eishockeyspieler und heutiger Trainer, der den Großteil seiner Karriere in unterklassigen schwedischen Ligen verbrachte und seit 2021 bei Ungmennafélagið Fjölnir in der isländischen Eishockeyliga spielt.

## Karriere
Emil Alengård begann seine Karriere als Eishockeyspieler in seiner schwedischen Geburtsstadt Linköping beim örtlichen Eishockeyklub, für den er in verschiedenen Mannschaften bis hoch zu Schwedens höchster Jugendliga der J20 SuperElit spielte. 2005 wechselte er erstmals zu Mjölby Hockey, dem Verein, bei dem er in Zukunft häufig unter Vertrag stehen sollte, und spielte für das Team aus Linköpings westlicher Nachbarschaft in der viertklassigen Division 2. Doch bereits nach einem Jahr kehrte er noch einmal nach Linköping und in die J20 SuperElit zurück. Endgültig der Juniorenklasse entwachsen, spielte er 2007/08 in der drittklassigen Division I beim smålandischen Gislaveds SK. Anschließend zog es den Mittelstürmer für zwei Jahre in die Vereinigten Staaten, um beim New England College in der dritten Division der ECAC Hockey auf dem Eis zu stehen. 2010 kehrte er nach Mjölby zurück und spielte – von einem Abstecher 2012/13 zum Ligakonkurrenten Vita Hästen abgesehen – dort bis 2014 in der Division 1. Anschließend wechselte er zum Skövde IK und ein Jahr später zum Haninge Anchors HC, die ebenfalls in der dritthöchsten – nun Hockeyettan genannten – schwedischen Spielklasse antreten. 2017/18 spielte er für den Saints HC aus Stockholm in der siebtklassigen Division 5. Seit 2021 steht er bei Ungmennafélagið Fjölnir in der isländischen Eishockeyliga auf dem Eis.

### International
Obwohl er in Schweden geboren wurde und – mit Ausnahme der beiden College-Jahre in den USA – bis 2018 auch stets für schwedische Vereine aktiv war, spielte Emil Alengård bereits als Jugendlicher für Island. Er nahm an der Division II der U-18-Weltmeisterschaft 2005 sowie den U-20-Weltmeisterschaften 2006 in der Division III, als seine 20 Tore maßgeblich zum Aufstieg in die Division II beitrugen, und 2007 in der Division II teil.
Parallel dazu spielte Emil Alengård bereits in der Herren-Nationalmannschaft. Sein Debüt gab er als 17-Jähriger bei der WM 2005, als er mit den Isländern aus der Division II absteigen musste. Bereits im Folgejahr gelang ihm mit seiner Mannschaft der Wiederaufstieg, an dem er als bester Vorlagengeber des Division-III-Turniers mit elf Assists einen erheblichen Anteil hatte. Anschließend spielte er bei den Weltmeisterschaften 2007, 2008, als er gemeinsam mit dem Australier Christopher Sekura zweitbester Vorbereiter hinter dessen Landsmann Greg Oddy war, 2009, 2010, als er gemeinsam mit dem Esten Aleksandr Petrov und dem Rumänen Csanád Virág drittbester Torschütze hinter den Esten Andrei Makrov und Anton Nekrassov war, 2011, 2012, 2013, 2014, als er hinter dem Esten Robert Rooba zweitbester Scorer des Turniers war, 2015, 2016 und 2023 jeweils in der Division II. 2012, 2013, 2014, 2016 und 2023 wurde er dabei jeweils als bester Spieler der isländischen Mannschaft ausgezeichnet. Zudem vertrat er seine Farben bei der Olympiaqualifikation für die Winterspiele in Pyeongchang 2018.

## Trainer
Bei der U18-Weltmeisterschaft 2017 war er Cheftrainer des isländischen Nachwuchses in der Division II und bei der U20-Weltmeisterschaft 2018 Assistenztrainer in der Division III. Von 2017 bis 2020 war er Trainer verschiedener Mannschaften des AIK Ishockey. Seit 2020 ist er Cheftrainer des isländischen Erstligisten Fjölnir Reykjavík.

## Erfolge und Auszeichnungen
- 2006 Aufstieg in die Division II bei der U-20-Weltmeisterschaft, Division III
- 2006 Aufstieg in die Division II bei der Herren-Weltmeisterschaft, Division III
- 2006 Bester Vorlagengeber bei der Herren-Weltmeisterschaft, Division III